# 1991 NBA Draft
1991 NBA Draft – National Basketball Association Draft, który odbył się 26 czerwca 1991 w Nowym Jorku.

## Legenda
Pogrubiona czcionka – wybór do All-NBA Team.
|  | - występ w NBA All-Star Game. |

Gwiazdka (*) – członkowie Basketball Hall of Fame.

## Runda pierwsza
| Nr | Zawodnik              | Narodowość        | Drużyna NBA            | College/Drużyna                 |
| -- | --------------------- | ----------------- | ---------------------- | ------------------------------- |
| 1  | Larry Johnson (PF)    | Stany Zjednoczone | Charlotte Hornets      | University of Nevada            |
| 2  | Kenny Anderson (PG)   | Stany Zjednoczone | New Jersey Nets        | Georgia Institute of Technology |
| 3  | Billy Owens (SF)      | Stany Zjednoczone | Sacramento Kings       | Syracuse University             |
| 4  | Dikembe Mutombo (C)   | Zair              | Denver Nuggets         | Georgetown University           |
| 5  | Steve Smith (SG)      | Stany Zjednoczone | Miami Heat             | Michigan State University       |
| 6  | Doug Smith (PF)       | Stany Zjednoczone | Dallas Mavericks       | University of Missouri          |
| 7  | Luc Longley (C)       | Australia         | Minnesota Timberwolves | University of New Mexico        |
| 8  | Mark Macon (SG)       | Stany Zjednoczone | Denver Nuggets         | Temple University               |
| 9  | Stacey Augmon (SG/SF) | Stany Zjednoczone | Atlanta Hawks          | University of Nevada            |
| 10 | Brian Williams (PF/C) | Stany Zjednoczone | Orlando Magic          | University of Arizona           |
| 11 | Terrell Brandon (PG)  | Stany Zjednoczone | Cleveland Cavaliers    | University of Oregon            |
| 12 | Greg Anthony (PG)     | Stany Zjednoczone | New York Knicks        | University of Nevada            |
| 13 | Dale Davis (PF)       | Stany Zjednoczone | Indiana Pacers         | Clemson University              |
| 14 | Rich King (C)         | Stany Zjednoczone | Seattle SuperSonics    | University of Nebraska          |
| 15 | Anthony Avent (PF)    | Stany Zjednoczone | Atlanta Hawks          | Seton Hall University           |
| 16 | Chris Gatling (PF)    | Stany Zjednoczone | Golden State Warriors  | Old Dominion University         |
| 17 | Victor Alexander (C)  | Stany Zjednoczone | Golden State Warriors  | Iowa State University           |
| 18 | Kevin Brooks (SF)     | Stany Zjednoczone | Milwaukee Bucks        | University of Louisiana         |
| 19 | LaBradford Smith (SG) | Stany Zjednoczone | Washington Bullets     | University of Louisville        |
| 20 | John Turner (PF)      | Stany Zjednoczone | Houston Rockets        | Phillips University             |
| 21 | Eric Murdock (PG)     | Stany Zjednoczone | Utah Jazz              | Providence College              |
| 22 | LeRon Ellis (PF)      | Stany Zjednoczone | Los Angeles Clippers   | Syracuse University             |
| 23 | Stanley Roberts (C)   | Stany Zjednoczone | Orlando Magic          | Louisiana State University      |
| 24 | Rick Fox (SF)         | Kanada            | Boston Celtics         | University of North Carolina    |
| 25 | Shaun Vandiver        | Stany Zjednoczone | Golden State Warriors  | University of Colorado          |
| 26 | Mark Randall (PF)     | Stany Zjednoczone | Chicago Bulls          | University of Kansas            |
| 27 | Pete Chilcutt (PF)    | Stany Zjednoczone | Sacramento Kings       | University of North Carolina    |

Gracze spoza pierwszej rundy tego draftu, którzy wyróżnili się w czasie gry w NBA to: Randy Brown, Richard Dumas, Isaac Austin, Žan Tabak, Darrell Armstrong.